# Tadeusz Kaźmierski (aktor)

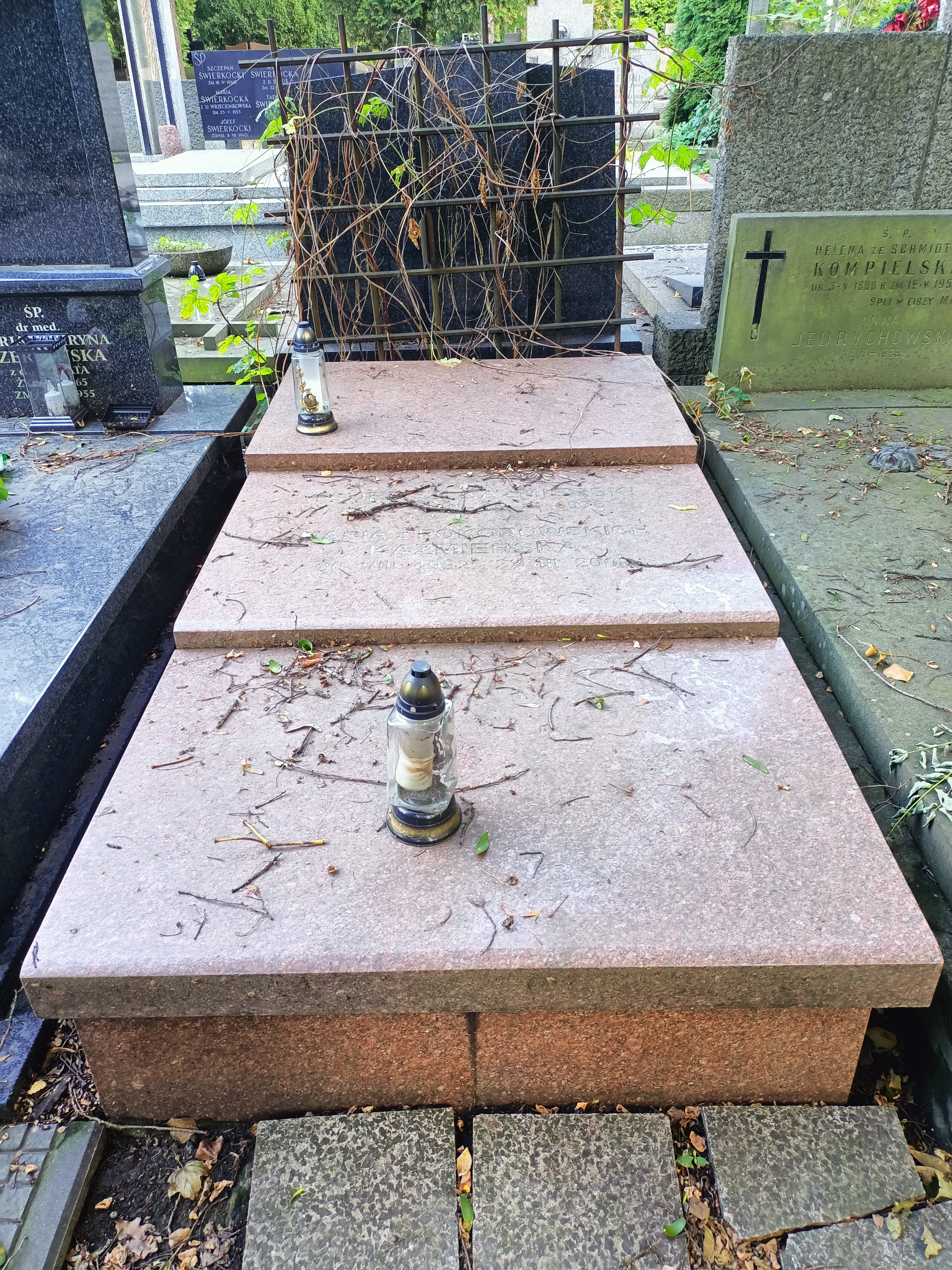
Grób Tadeusza Kaźmierskiego na cmentarzu Powązkowskim w Warszawie

Tadeusz Kaźmierski (ur. 28 października 1918 w Piotrogrodzie, zm. 15 listopada 1976 w Warszawie) – polski aktor filmowy i teatralny, dyrektor teatrów, spiker i lektor radiowy.

## Życiorys
W 1937 roku ukończył I Gimnazjum Męskie im. gen. Sowińskiego w Warszawie. W latach 1945-1948 studiował w Szkole Głównej Handlowej w Warszawie, jednocześnie pracując jako spiker i lektor rozgłośni Polskiego Radia w Łodzi. Następnie przez większość kariery zawodowej związany był z Teatrem Powszechnym w Warszawie, gdzie pełnił funkcję kierownika administracyjnego (1950-1952), wicedyrektora (1952-1956, 1963-1969) oraz dyrektora (1956-1963, 1974-1976). Ponadto, w latach 1969-1974 był wicedyrektorem Teatru Narodowego w Warszawie. Jako dyrektor przyczynił się m.in. do budowy nowego gmachu Teatru Powszechnego oraz utworzenia Teatru Małego.

Aktorstwo uprawiał epizodycznie. Wystąpił w dwóch spektaklach Teatru Telewizji (1966, 1974). Był także lektorem filmów dokumentalnych.

Pracę w teatrze łączył z zatrudnieniem w warszawskiej rozgłośni Polskiego Radia, gdzie był m.in. lektorem programów "Fala 56" i "Z kraju i ze świata" oraz występował w słuchowiskach. 
Został pochowany na Cmentarzu Powązkowskim w Warszawie.

## Filmografia
- Rzeczywistość (1960) - związkowiec w Lachowiczach
- Stawka większa niż życie (1968) - major ze sztabu generała Wiehringera (odc. 6)
- Zabijcie czarną owcę (1971)
- Janosik (1973) - książę Haufenberg, stryj Eweliny (odc. 11, 13)
- Hubal (1973)
- Noce i dnie (1975)
- Doktor Judym (1975) - doktor Płowicz, gość spotkania u Czerniszów
- Polskie drogi (1976) - Gozdalski, dyrektor Wytwórni Papierów Wartościowych (odc. 1)
- Con amore (1976) - profesor "Tata", ojciec Zosi